# Бугарска Колонија
Бугарска Колонија (рум. Colonia Bulgară) је насељено место у Румунији, у оквиру општине Стари Бешенов. Налази се у округу Тимиш, у Банату.

## Становништво
По последњем попису из 2002. г. у насељу Бугарска Колонија живи 34 становника, од чега Румуни чине 50%, а Мађари 30%.